# L'Oscurità

Il logo del set

L'Oscurità (The Dark in inglese) è il quarto set di espansione del gioco di carte collezionabili Magic: l'Adunanza. In vendita da metà agosto 1994, L'Oscurità è un set indipendente e non fa parte di alcun blocco tematico.

## Ambientazione
(Platone)
L'ambientazione del set riprende la narrazione degli eventi interrottasi nell'espansione precedente: Antiquities.
La guerra dei fratelli si è conclusa, ma si è lasciata dietro un continente in rovina, regni in macerie, intere popolazioni annientate, e l'esplosione dell'isola di Argoth ha gettato nell'atmosfera una mole impressionante di polvere e detriti, che causano l'offuscamento del sole e il diminuire della temperatura globale giorno dopo giorno. Con le città distrutte, le civiltà di Terisiare regrediscono e dimenticano l'umanesimo in corso prima dello scoppio della guerra, la paura regna sovrana e chi pratica la magia viene bruciato sul rogo. Solo due scuole segrete di arti arcane sopravvivono: a est la Città delle ombre, a ovest il conclave dei maghi. Questo periodo di caos e barbarie passerà alla storia come L'Oscurità, e avrà termine con un'era glaciale, provocata dai devastanti effetti della guerra dei fratelli.

## Caratteristiche

Il simbolo dell'espansione

L'Oscurità è composta da 119 carte, stampate a bordo nero, così ripartite:
- per colore: 19 bianche, 19 blu, 18 nere, 18 rosse, 18 verdi, 3 multicolori, 20 incolori, 4 terre.
- per rarità: 78 non comuni e 41 comuni.

Il simbolo dell'espansione è una sottile Luna crescente, e si presenta in bianco e nero indipendente dalla rarità delle carte.
L'Oscurità era disponibile in bustine da 8 carte assortite casualmente (2 non comuni e 6 comuni).

## Traduzione
La versione in italiano del set è stata stampata un anno dopo, come riportato nel copyright delle carte, che hanno stampato l'anno 1995 anziché 1994. Alcune carte in italiano e con il simbolo della luna crescente sono presenti anche nell'espansione italiana Rinascimento, stampata però con i bordi delle carte bianchi. L'italiano è l'unica lingua in cui il set è stato tradotto, nel resto del mondo è stata distribuita l'originale versione in inglese.

## Novità
L'espansione non introduce nel gioco nuove regole o abilità.